# شعوب (صنعاء القديمة)

تعديل مصدري - تعديل

حارة شعوب هي إحدى حارات مدينة صنعاء القديمة، بلغ تعداد سكانها 2073 نسمة حسب تعداد اليمن لعام 2004.